# Wsiewołod Stoletow
Wsiewołod Nikołajewicz Stoletow (ros. Все́волод Никола́евич Столе́тов; ur. 2 stycznia 1907 we wsi Leonowo w guberni włodzimierskiej, zm. 8 grudnia 1989 w Moskwie) – radziecki biolog i polityk, minister szkolnictwa wyższego ZSRR (1951–1953), minister wyższego i średniego specjalnego wykształcenia Rosyjskiej FSRR (1959-1971).
1926-1929 kurier i sekretarz techniczny pisma naukowego „Puti sielskogo choziajstwa”, 1931 ukończył Moskiewską Akademię Gospodarki Rolnej, po czym był sekretarzem i redaktorem pisma „Socyalisticzeskaja riekonstrukcyja sielskogo choziajstwa”. 1939–1941 pomocnik prezydenta Wszechzwiązkowej Akademii Nauk Rolniczych im. Lenina, 1941–1948 sekretarz naukowy i zastępca dyrektora Instytutu Genetyki im. Wawiłowa Akademii Nauk ZSRR, 1941–1942 służył w Armii Czerwonej. Od 1940 członek WKP(b). 1948–1950 dyrektor Moskiewskiej Akademii Gospodarki Rolnej, 1950–1951 zastępca ministra gospodarki rolnej ZSRR, a od 9 lutego 1951 do 15 marca 1953 minister szkolnictwa wyższego ZSRR. 1953–1954 zastępca ministra kultury ZSRR, 1954–1969 I zastępca ministra szkolnictwa wyższego ZSRR, a od sierpnia 1959 do grudnia 1971 minister wyższego i średniego specjalnego wykształcenia Rosyjskiej FSRR. 1952–1956 zastępca członka KC KPZR. 1971–1981 prezydent Akademii Nauk Pedagogicznych ZSRR, od maja 1981 na emeryturze. Deputowany do Rady Najwyższej ZSRR od 6 do 10 kadencji.

## Odznaczenia
- Order Lenina (czterokrotnie)
- Order Rewolucji Październikowej
- Order Czerwonego Sztandaru Pracy
- Order Przyjaźni Narodów
- Order „Znak Honoru”